# William Young (Komponist)
William Young (* um 1610; † 23. April 1662 in Innsbruck) war ein englischer Gambenspieler und Komponist.

## Leben
Über Youngs Werdegang und Leben in England ist bisher wenig bekannt. Aus dieser Zeit gibt es Abschriften einiger seiner Werke für Lyra-Viol, die in einem Bezug zur Kathedrale von Durham stehen. Seine letzten Lebensjahre, ab spätestens 1652 verbrachte er in Innsbruck, am Hofe des musikliebenden Erzherzogs Ferdinand Karl. Aus dem Innsbrucker Archiv geht hervor, dass Young mit dem Hofkapellmeister Cesti vor Kaiser Ferdinand III. in Regensburg musiziert hat. Hierfür erhielt der Engellendische Musicant 100 Dukaten. 1660 reiste Young für kurze Zeit nach England. Sein Tod ist in den Kirchenbüchern von Sankt Jakob zu Innsbruck auf 23. April 1662 eingetragen.
Bei dem Verleger Michel Wagner in Innsbruck erschienen 1653 die Sammlung von 21 Sonaten à 3, 4 e 5 sowie 1659 die Sonate à 3 viole. Die Sonaten von 1653 enthalten Stilelemente aus vielen europäischen Ländern. Mit diesen Drucken gelangte der kontinentale Stil nach England, wo er sich in einigen Werken von Matthew Locke und in denen von Lockes Schüler Henry Purcell wiederfindet. Die Werke der Sammlung von 1659, obwohl jeweils mit Sonata überschrieben, orientieren sich am englischen Stil der Fantasie der ersten Hälfte des 17. Jahrhunderts.